# Mastrus rubitergator
Mastrus rubitergator là một loài tò vò trong họ Ichneumonidae.